# Porthaón (syn Agénora)
Porthaón (starořecky Πορθάων–Porthaón) je v řecké mytologii syn Agénora a jeho manželky Epikasty.
Podle antického autora Apollodora z Athén se ze vztahu Agénora a jeho manželky Epikasty narodily dvě děti, dcera Démoniké a syn Porthaón.
Porthaón se stal v Aitólii králem Pleuróny a Kalydónu. Oženil se s Eurytou, dcerou Hippodama a měl s ní syny, Oinea, Agria, Mela a podle Apollodora byl otcem Alkathoa, Leukópea a dcery Steropy, která s říčním bohem Achelóem, zplodila Sirény.